# Біскупиці-Подгурне
Біскупиці-Подгурне (пол. Biskupice Podgórne, нім. Bischwitz) — село в Польщі, у гміні Кобежиці Вроцлавського повіту Нижньосілезького воєводства.
Населення — 110 осіб (2011).
У 1975-1998 роках село належало до Вроцлавського воєводства.

## Демографія
Демографічна структура станом на 31 березня 2011 року:
|          | Загалом | Допрацездатний вік | Працездатний вік | Постпрацездатний вік |
| -------- | ------- | ------------------ | ---------------- | -------------------- |
| Чоловіки | 61      | 13                 | 44               | 4                    |
| Жінки    | 49      | 10                 | 25               | 14                   |
| Разом    | 110     | 23                 | 69               | 18                   |